# Jakovlje
 Jakovlje  falu és község Horvátországban Zágráb megyében. Közigazgatásilag Igrišće és Kraljev Vrh települések tartoznak hozzá.

## Fekvése
Zágrábtól 16 km-re északnyugatra a Medvednica-hegység nyugati lábánál a megye északi határán fekszik.

## Története
A Jakovlje nevű birtokot 1546-ban említik először, ekkor vásárolta meg ormosdi Székely Jakab. Későbbi birtokosai az Orsich, a Gottal, a Rauch, a Joszipovich és a Kronfeld családok voltak. A 18. században az Orsich család a Medvednica-hegység északi lejtőjén egy mesterséges dombon kastélyt épített. A dombot az uraság jobbágyai fáradságos munkával hordták össze a környező földekről. Később a tulajdonosok változásával a kastélyt többször átépítették. Jelenlegi formáját a harmadik nagyobb átépítéskor, az 1880-as földrengés után nyerte el. 1945 után a birtokot államosították, az épület pedig az enyészeté lett. 1972-ben a horvát képzőművészeti társaság vásárolta meg műterem és kiállítóhely céljára. A kastélyban ma kiállításokat rendeznek.
A község első iskolája 1842-ben épült Kraljev Vrh településen a plébánia kezdeményezésére és költségén. Első tanítója Georgio Hervoj kántortanító volt és összesen 46 diák járt ide a környező Kraljev Vrh, Strmac, Pile, Slatine, Igrišće és Jakovlje településekről. Az 1880-as földrengésben az épület súlyosan megrongálódott. A falu birtokosa, plébánosa és a község összefogásával felépítették az új iskolát, melyben 1884-ben megindulhatott a tanítás. 1903-ban Jakovljén új iskolát építettek, mivel a régi épület a megnövekedett diákszámhoz már kicsinek bizonyult. Az 1930-as években iskola épült Igrišće faluban is, az azonban 1945-ben leégett. 1954 és 1973 között a közeli kastélyban folyt a tanítás, amikor felépült az új iskolaépület.
A falunak 1857-ben 431, 1910-ben 1062 lakosa volt. Trianon előtt Zágráb vármegye Zágrábi járásához tartozott. Jakovlje 1993-ban az újonnan alapított azonos nevű község székhelye lett. 2011-ben 1253 lakosa volt.

## Lakosság
| Lakosság változása | Lakosság változása | Lakosság változása | Lakosság változása | Lakosság változása | Lakosság változása | Lakosság változása | Lakosság változása | Lakosság változása | Lakosság változása | Lakosság változása | Lakosság változása | Lakosság változása | Lakosság változása | Lakosság változása | Lakosság változása |
| ------------------ | ------------------ | ------------------ | ------------------ | ------------------ | ------------------ | ------------------ | ------------------ | ------------------ | ------------------ | ------------------ | ------------------ | ------------------ | ------------------ | ------------------ | ------------------ |
| 1857               | 1869               | 1880               | 1890               | 1900               | 1910               | 1921               | 1931               | 1948               | 1953               | 1961               | 1971               | 1981               | 1991               | 2001               | 2011               |
| 431                | 639                | 678                | 704                | 894                | 1062               | 1004               | 1110               | 1070               | 998                | 979                | 960                | 1011               | 1067               | 1099               | 1253               |

## Nevezetességei
Jakovlje kastélyát az Orsich család építtette a 18. században. Eredetileg egyszintes téglalap alaprajzú épület volt, de a 18. század végén két oldalszárnnyal bővítették. Az 1880-as földrengés utáni átépítéskor a kastély középső részét historizáló díszítéssel látták el, a délnyugati főhomlokzatra pedig erkélyt építettek. A kastélyt eredetileg 1,4 hektár kiterjedésű, a 19. század második felében kialakított park övezte, melyhez bevezető vadgesztenye fasor, gazdasági épületek és konyhakert csatlakoztak. A bevezető félköríves út végén a kastély bal szárnya előtt szép virágágyás volt. Mindebből mára a fasor egy része és két platánfa maradt. Az épületben 1954-től iskola, 1973-tól képzőművészeti műterem működött és lakások voltak benne. Felújítás hiányában állaga fokozatosan romlott, ma igen rossz állapotban van.